# Overwatch 2
Overwatch 2 è un videogioco sparatutto in prima persona uscito il 4 ottobre 2022, sequel di Overwatch. Sviluppato e pubblicato da Blizzard Entertainment, Overwatch 2 è destinato a creare un ambiente condiviso per le modalità PvP come il primo gioco, introducendo nel contempo una modalità competitiva PvE. Nel Maggio 2023, gli sviluppatori hanno annunciato di aver cancellato il progetto riguardo al PvE, per concentrarsi esclusivamente sul PvP. Nei piani della società c'è comunque la volontà di far uscire alcune missioni PvE, senza però una vera e propria campagna. A differenza del primo capitolo, Overwatch 2 presenta 39 eroi, 7 in più rispetto al primo. Un cambiamento importante è stato ridurre le dimensioni delle squadre da sei a cinque membri (un tank, due Dps e due support), cambiamento che ha portato alla revisione e modifica di alcuni personaggi e al passaggio a un sistema di gioco free-to-play, con microtransazioni e un battle-pass acquistabile nello stesso. Il gioco ha avuto delle beta PvP nell'aprile e nel luglio 2022.